# Johanna Frisk

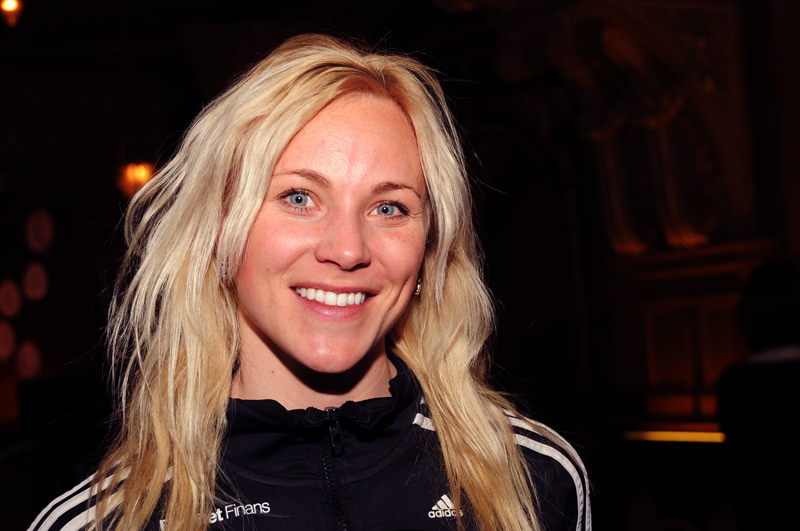
Johanna Frisk (2013)

Johanna Frisk (* 19. März 1986) ist eine ehemalige schwedische Fußballspielerin.
Johanna Frisk begann mit dem Fußballspielen beim SK Iron und kam 2006 über Bälinge IF zu Umeå IK damfotboll. 2007 gewann sie mit ihrem Verein den Meistertitel in der schwedischen Damallsvenskan. Im UEFA Women’s Cup stand sie mit Umeå 2007 gegen Arsenal London und 2008 gegen den 1. FFC Frankfurt im Finale, unterlag aber beide Male. Die Abwehrspielerin bestritt dabei alle vier Finalspiele von Anfang bis Ende. Frisk arbeitet in der Verwaltung des Vereins. Zehnmal spielte sie für die U23-Nationalmannschaft Schwedens. Nach Stationen in den USA beim Los Angeles Sol in der Women’s Professional Soccer und Tyresö FF beendete sie im Januar 2014 im Alter von nur 27 Jahren ihre aktive Karriere aufgrund einer Sportinvalidität.